# Ezio Madonia
Ezio Madonia (Albenga, 7 agosto 1966) è un ex velocista e allenatore di atletica leggera italiano.

## Biografia
Notevole velocista, si dedicò soprattutto ai 100 metri, ma ottenne risultati anche in altre specialità. Venne "scoperto" dal suo primo allenatore Giulio Ottolia che dal calcio lo convinse a passare con lui all'Atletica Savona dove ottenne i primi importanti risultati prima di essere assorbito dalle Fiamme gialle.
Dal 1992 a fine carriera è stato allenato dal prof. Pietro Astengo.
Nella 4 × 100 m vinse il bronzo:
- 1990 Campionati europei di Spalato
- 1994 Campionati europei di Helsinki
- 1995 Campionati del mondo di Göteborg

Giunse poi quinto ai Giochi olimpici di Seul 1988 e fece parte della spedizione azzurra alle Olimpiadi di Atlanta nel 1996.
Nei 100 metri vinse: 
- 1987 argento ai Giochi del Mediterraneo
- 1991 oro ai Giochi del Mediterraneo

Nei 60 metri piani concluse quarto ai Campionati europei indoor del 1992. Vinse infine 3 titoli italiani (2 sui 100 m, 1 sui 60 m indoor).

## Palmarès
| Anno | Manifestazione          | Sede     | Evento      | Risultato        | Prestazione | Note |
| ---- | ----------------------- | -------- | ----------- | ---------------- | ----------- | ---- |
| 1987 | Giochi del Mediterraneo | Laodicea | 100 m piani | Argento          | 10"52       |      |
| 1987 | Giochi del Mediterraneo | Laodicea | 4 × 100 m   | Oro              | 39"67       |      |
| 1988 | Giochi olimpici         | Seul     | 100 m piani | Quarti di finale | 10"38       |      |
| 1988 | Giochi olimpici         | Seul     | 4 × 100 m   | 5º               | 38"54       |      |
| 1990 | Europei                 | Spalato  | 100 m piani | Semifinale       | 10"60       |      |
| 1990 | Europei                 | Spalato  | 4 × 100 m   | Bronzo           | 38"39       |      |
| 1991 | Giochi del Mediterraneo | Atene    | 100 m piani | Oro              | 10"27       |      |
| 1991 | Giochi del Mediterraneo | Atene    | 4 × 100 m   | Oro              | 39"12       |      |
| 1991 | Mondiali                | Tokyo    | 100 m piani | Semifinale       | 10"33       |      |
| 1991 | Mondiali                | Tokyo    | 4 × 100 m   | 5º               | 38"52       |      |
| 1992 | Europei indoor          | Genova   | 60 m piani  | 4º               | 6"63        |      |
| 1993 | Mondiali Militari       | Tours    | 100 m piani | Oro              | 10"29       |      |
| 1994 | Europei                 | Helsinki | 100 m piani | Quarti di finale | 10"63       |      |
| 1994 | Europei                 | Helsinki | 4 × 100 m   | Bronzo           | 38"99       |      |
| 1995 | Mondiali                | Göteborg | 4 × 100 m   | Bronzo           | 39"07       |      |
| 1996 | Giochi olimpici         | Atlanta  | 100 m piani | Quarti di finale | 10"43       |      |
| 1996 | Giochi olimpici         | Atlanta  | 4 × 100 m   | Batteria         | dnf         |      |

## Campionati nazionali
- 2 volte campione italiano assoluto dei 100 metri piani (1991, 1993)
- 1 volta campione italiano assoluti indoor dei 60 metri piani (1992)

1987
- Bronzo ai campionati italiani assoluti, 100 m piani - 10"59

1988
- Argento ai campionati italiani assoluti indoor, 60 iarde - 6"37

1991
- Oro ai campionati italiani assoluti, 100 m piani - 10"30

1992
- Oro ai campionati italiani assoluti indoor, 60 m piani - 6"68

1993
- Oro ai campionati italiani assoluti, 100 m piani - 10"53